# Carabodes tarbae
Carabodes tarbae är en kvalsterart som först beskrevs av Shtanchaeva 2004.  Carabodes tarbae ingår i släktet Carabodes och familjen Carabodidae. Inga underarter finns listade.